# Đệ Nhị Quốc tế
Đệ Nhị Quốc Tế còn gọi là Quốc tế thứ hai là liên minh quốc tế, với sự kết hợp của các đảng xã hội chủ nghĩa và một số tổ chức công đoàn trên thế giới - chủ yếu là tại châu Âu, được thành lập ngày 14 tháng 7 năm 1889 ở Paris và giải thể năm 1916. Tham dự đại hội thành lập có hầu hết đại biểu các tổ chức công nhân của các nước châu Âu, Mỹ (Gồm 400 đại biểu với 22 quốc gia). Phái vô chính phủ bộc lộ sự bất đồng ý kiến ngay từ đầu, nhưng sau đại hội Luân Đôn (thủ đô Anh) năm 1896, bị loại bỏ hoàn toàn ra khỏi tổ chức quốc tế này.
Cũng như Đệ Nhất Quốc Tế, Đệ Nhị Quốc Tế này tồn tại và hoạt động chủ yếu dưới hình thức đại hội. Đệ Nhị Quốc tế đã thông qua các nghị quyết quan trọng: nêu lên sự cần thiết phải thành lập các chính đảng của giai cấp vô sản, đề cao vai trò đấu tranh chính trị, tăng cường phong trào quần chúng, đòi tăng lương, ngày làm 8 giờ, lấy ngày 1/5 hằng năm làm ngày Quốc tế lao động để đoàn kết và biểu dương lực lượng giai cấp vô sản thế giới. Đệ Nhị Quốc tế có nhiều đóng góp quan trọng vào việc phát triển phong trào công nhân thế giới.
Năm 1895. Frederich Engels qua đời. Các chính trị gia theo chủ nghĩa xét lại, đại diện là Eduard Bernstein, dần dần chiếm ưu thế trong Đệ Nhị Quốc tế. Do không thống nhất về chiến lược, chia rẽ về tổ chức, Đệ Nhị Quốc tế tan rã khi Chiến tranh thế giới I bùng nổ. Hầu hết những người lãnh đạo các đảng dân chủ xã hội của các nước trong Đệ Nhị Quốc tế ủng hộ chính phủ nước họ tham chiến.